# Estación Pinas
Pinas era una estación de ferrocarril ubicada en el paraje de Pinas, Departamento Minas, provincia de Córdoba, Argentina.

## Historia
Fue inaugurada en 1929. Fue clausurada por el Decreto Nacional 2294/77 el 5 de agosto de 1977.
Pertenecía al Ramal A13. Sus vías fueron levantadas.